# JeES Rossii

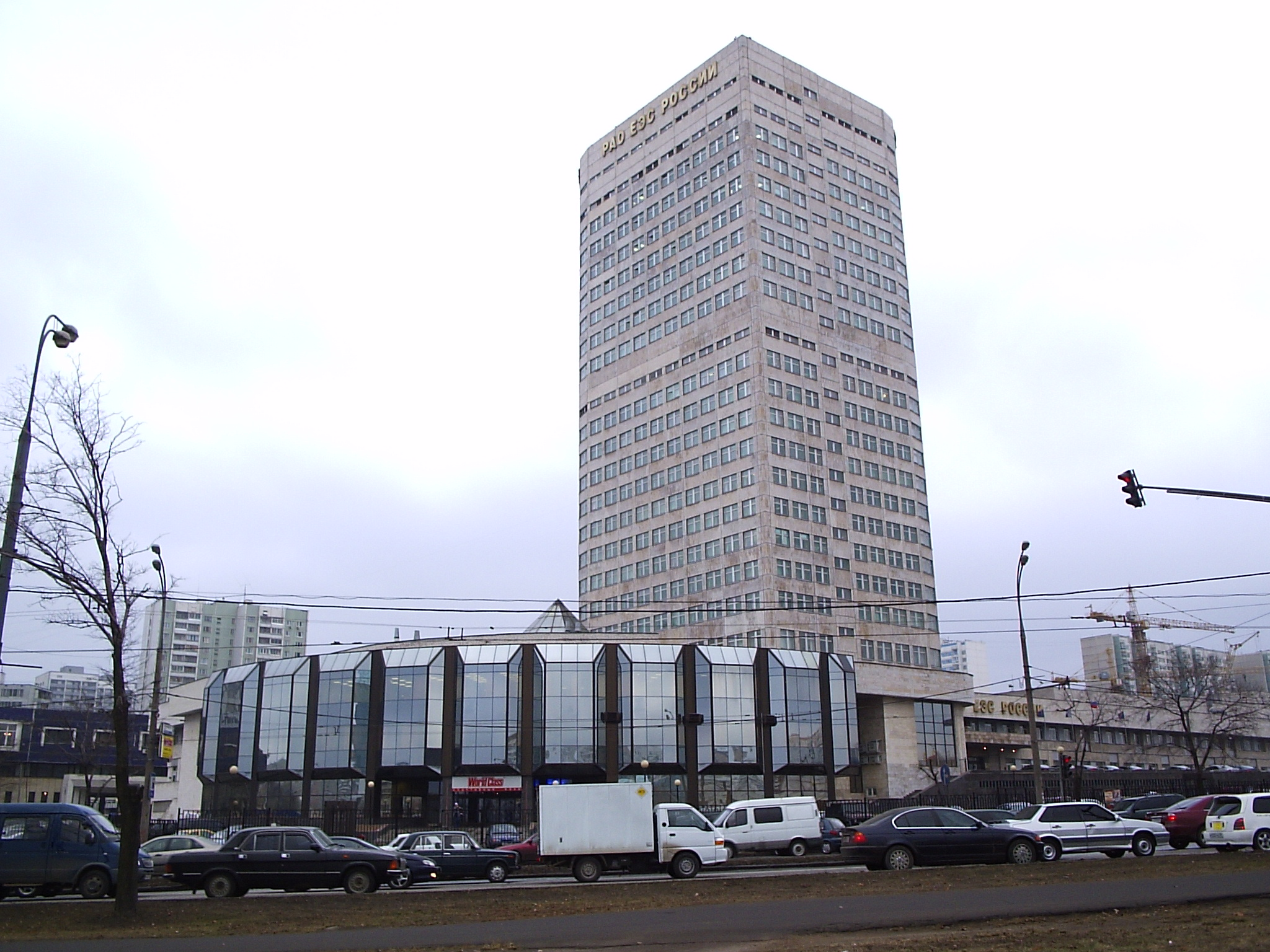
Hoofdgebouw in Moskou.

JeES Rossii (Russisch: РАО Единая энергетическая система России (verkort: РАО ЕЭС России); RAO Jedinaja energetitsjeskaja sistema Rossii (verkort: RAO JeES Rossii) ЕЭС России; JeES Rossii, voluit: Verenigd Energiebedrijf van Rusland), was tussen 1992 en 2008 het Russische staatsenergiebedrijf dat een bijna monopoliepositie had op de Russische markt. 

## Oprichting
In 1992 werd het bedrijf opgericht. Ongeveer 70% van al Russische activiteiten met betrekking tot de elektriciteitsopwekking, transmissie en distributie kwam in handen van het bedrijf. Het waren vooral de activiteiten ten westen van de Oeral, maar niet die in het Russische Verre Oosten. In 2005 werkten er ongeveer 577.000 mensen voor het bedrijf. Het werd bestuurd door Anatoli Tsjoebajs.

## Opsplitsing
Aan het begin van de 21e eeuw werden plannen gemaakt om het bedrijf op te splitsen, verder te privatiseren en te zorgen voor 
concurrentie in de Russische elektriciteitsmarkt. In de negentiger jaren was de vraag naar elektriciteit sterk gedaald en nieuwe capaciteit werd niet bijgebouwd. Het gehele netwerk was zwaar verouderd en volgens taxaties was zo’n $ 100 miljard aan investeringen nodig om achterstallig onderhoud weg te werken en capaciteit bij te bouwen. Bij de overheid ontbrak het geld dit te betalen.
In 2004 viel het besluit JeES Rossii op te splitsen en diverse bedrijven werden opgericht waarover alle centrales werden verdeeld. Alle waterkrachtcentrales kwamen in handen van RusHydro. De fossiele centrales, die aardgas of steenkool als brandstof gebruiken, werden verdeeld over 14 regionale nutsbedrijven (TGK) en zes groothandelsbedrijven (OGK). Deze laatste hebben geen eigen klanten die direct elektriciteit afnemen en leveren alleen aan de regionale nutsbedrijven. De regionale nutsbedrijven leveren ook stadsverwarming. Drie grote buitenlandse nutsbedrijven hebben geparticipeerd in dit privatiseringsproces, E.ON kocht een belang in OGK-4, het Italiaanse ENEL in OGK-5 en het Finse Fortum werd minderheidsaandeelhouder in TGK-1.

## Transmissiebedrijf
Vanwege de complexiteit van deze reorganisatie heeft het tot medio 2008 geduurd alvorens het bedrijf daadwerkelijk was opgesplitst. De enige activiteit die bij JeES Rossii is achtergebleven is het transmissienetwerk van hoogspanningsleidingen. Het bedrijf werd hernoemd tot UES Federal Grid Company en telt zo’n 20.000 medewerkers. De overheid is de belangrijkste aandeelhouder met een belang van meer dan 75%.